# Bhutanitis ludlowi
Espèce
Statut de conservation UICN

 EN  : En danger
Statut CITES
Bhutanitis ludlowi ou Machaon de Ludlow est une espèce de lépidoptères (papillons) de la famille des Papilionidae et de la sous-famille des Parnassiinae.

## Systématique
L'espèce Bhutanitis ludlowi a été décrite par Alfred George Gabriel (d) en 1942.

## Noms vernaculaires
Bhutanitis ludlowi porte le nom commun de Ludlowi's Three-tailed Swallowtail en anglais.

## Description
Bhutanitis ludlowi est un papillon spectaculaire, proche de Bhutanitis lidderdalii, de couleur marron, marqué de lignes blanches, aux ailes antérieures arrondies et aux ailes postérieures à queues, avec une marge jaune, de gros ocelles postdiscaux et une bande rouge.

## Biologie
Sa biologie est encore très peu connue.
Les plantes hôtes larvaires sont des aristoloches (Aristolochia).

## Distribution et biotopes
L'espèce est originaire du Bhoutan.
Elle réside à haute altitude, au-dessus de 2 200 mètres.

## Protection
Comme tous les Bhutanitis, cette espèce est sur la liste de la convention sur le commerce international des espèces de faune et de flore sauvages menacées d'extinction (CITES).